# Червона (Мазовецьке воєводство)
Червона (пол. Czerwona) — село в Польщі, у гміні Цепелюв Ліпського повіту Мазовецького воєводства.
Населення — 118 осіб (2011).
У 1975-1998 роках село належало до Радомського воєводства.

## Демографія
Демографічна структура станом на 31 березня 2011 року:
|          | Загалом | Допрацездатний вік | Працездатний вік | Постпрацездатний вік |
| -------- | ------- | ------------------ | ---------------- | -------------------- |
| Чоловіки | 56      | 9                  | 43               | 4                    |
| Жінки    | 62      | 18                 | 32               | 12                   |
| Разом    | 118     | 27                 | 75               | 16                   |